# Smizer
Smizer ([ˈzmitsʲer]) ist die belarussische Variante des aus dem Griechischen stammenden Vornamens Dmitri. Neben Smizer ist in Belarus auch Dsmitryj (belarussisch Дзмітрый) als belarussische Form des russischen Dmitri in Gebrauch. Bekannte Träger des Namens Smizer sind:
- Smizer Daschkewitsch (* 1981), belarussischer Oppositionspolitiker
- Smizer Sauka (1965–2016), belarussischer Sprachwissenschaftler
- Smizer Schylunowitsch (1887–1937), belarussischer Politiker und Schriftsteller, bekannt als Zischka Hartny
- Smizer Sidarowitsch (* 1965), belarussischer Musiker
- Smizer Wajzjuschkewitsch (* 1971), belarussischer Sänger und Musiker
- Zmicier Vishniou (* 1973), belarussischer Dichter und Literaturkritiker